# Пројекат Адам
Пројекат Адам (енгл. The Adam Project) амерички је научнофантастични и авантуристички филм из 2022. године, који копродуцирају Skydance Media, Maximum Effort и 21 Laps Entertainment, у режији Шона Ливија, а по сценарију Џонатана Тропера, Т. С. Наулина, Џенифер Флакет и Марка Левина. Главне улоге глуме Рајан Ренолдс, Вокер Скобел, Марк Рафало, Џенифер Гарнер, Кетрин Кинер и Зои Салдана. Радња прати пилота (Ренолдс) из будућности, који се враћа у прошлост и сусреће млађег себе (Скобел).
Продукција филма је први пут почела 2012. године са Томом Крузом у главној улози. Филм је тада ушао у развојни пакао све док Netflix није стекао права дистрибуције. Снимање је почело у новембру 2020, а завршено је у марту 2021. године. Netflix је објавио филм 11. марта 2022. године, а добио је помешане критике. Тренутно је пети најгледанији филм на Netflix-у.

## Радња
Након случајног доласка у 2022. годину, пилот и временски путник Адам Рид удружи снаге с 12-годишњим самим собом и крене у мисију спашавања будућности.

## Улоге
| Глумац             | Улога        |
| ------------------ | ------------ |
| Рајан Ренолдс      | Адам Рид     |
| Марк Рафало        | Луј Рид      |
| Џенифер Гарнер     | Ели Рид      |
| Вокер Скобел       | млади Адам   |
| Кетрин Кинер       | Маја Соријан |
| Зои Салдана        | Лора Шејн    |
| Алекс Малари Млађи | Кристос      |